# Sella curulis

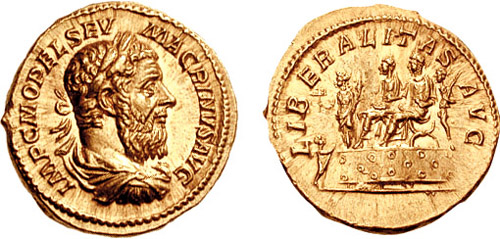
Macrinus egy aureuszon. A hátoldalán az uralkodó a fiával az elefántcsont széken ülnek.

A sella curulis (a latin szó magyar jelentése: „elefántcsontszék”) az ókori Rómában a magas rangú tisztségviselőket, magistratusokat megillető trónszék volt, amely készülhetett teljes egészében elefántcsontból (csak a legmagasabb rangú tisztségviselők esetén), vagy fából, gazdag elefántcsont-berakással, díszítéssel. A magas rangú tisztségviselők (dictator, consul, praetor, censor) közül valamennyinek kijárt, a kisebb rangúak (Minores) közül csak az aedilis curulis-t illette meg. A trónszék használatának a joga (ius sella curulis) a királyok korából hagyományozódott át.